# David Menéndez
David Menéndez (Bayamón, 22 febbraio 1988) è un pallavolista portoricano, centrale dei Mets de Guaynabo.

## Carriera

### Club
La carriera di David Menéndez inizia nel 2001, quando entra a far parte della Bayamón MA. Dbuttare nella Liga de Voleibol Superior Masculino nella stagione 2007, vestendo la maglia dei Plataneros de Corozal, dove resta per quattro annate e vince due scudetti.
Nella stagione 2011-12 passa ai Patriotas de Lares, dove gioca per due annate, raggiungendo una finale scudetto. Dopo aver giocato il campionato 2013-14 coi Caribes de San Sebastián, nel campionato 2014 approda ai Capitanes de Arecibo coi quali si aggiudica il terzo scudetto della sua carriera, ricevendo anche il premio di MVP delle finali.
Nella stagione 2015 torna a vestire la maglia dei Plataneros de Corozal, dove resta per due annate, facendo ritorno nel campionato 2017 ai Capitanes de Arecibo. Nella LVSM 2018 difende i colori dei Llaneros de Toa Baja, mentre nell'edizione seguente del torneo si accasa coi Changos de Naranjito. 
Dopo la cancellazione del campionato portoricano nel 2020, torna il campo coi Capitanes de Arecibo per disputare la Liga de Voleibol Superior Masculino 2021: con il trasferimento della sua franchigia a Corozal, nell'annata seguente ritorna invece ai Plataneros de Corozal. Nella Liga de Voleibol Superior Masculino 2023 viene ingaggiato dai Mets de Guaynabo, venendo inserito nello All-Star Team del torneo.

### Nazionale
Nel 2007 fa il suo esordio nella nazionale portoricana, vincendo la medaglia d'argento alla Coppa Panamericana.

## Palmarès

### Club
- Campionato portoricano: 3

2008, 2009-10, 2014

### Nazionale (competizioni minori)
- Coppa Panamericana 2007

### Premi individuali
- 2014 - Liga de Voleibol Superior Masculino: MVP delle finali
- 2023 - Liga de Voleibol Superior Masculino: All-Star Team